# 688 (číslo)
Šest set osmdesát osm je přirozené číslo. Následuje po čísle šest set osmdesát sedm a předchází číslu šest set osmdesát devět. Římskými číslicemi se zapisuje DCLXXXVIII a řeckými číslicemi χπη.

## Matematika
688 je:
- Deficientní číslo
- Složené číslo
- Nešťastné číslo

## Astronomie
- (688) Melanie je planetka hlavního pásu, kterou objevil v roce 1909 Johann Palisa

## Ostatní
- +688 je mezinárodní telefonní předvolba Tuvalu

## Roky
- 688
- 688 př. n. l.